# Poveglia
Poveglia es una pequeña isla situada entre Venecia y Lido en la Laguna de Venecia, al norte de Italia. Un pequeño canal la divide en dos partes.   

## Historia
Su denominación antigua era Popilia, fuese por un bosque de álamos (latín: populus) o por su proximidad a la via Popilia - Annia, construida por orden del cónsul Publio Popilio Lenas. Los mapas del siglo XV la denominan Poveggia.
Entre los siglos V y VI, y en especial luego de la invasión longobarda, con la destrucción de Padua y de Este, la isla se convirtió, como otras de la Laguna, en lugar de refugio para la población. En los siglos siguientes devino en un burgo, con un castillo fortificado, y contribuyó a la resistencia del Ducado de Venecia ante la invasión franca de 809 - 810. Esto le valió a sus habitantes una serie de privilegios como la exención de impuesto, del servicio militar y de ser remeros en las galeras.
En 864 se establecieron las familias de los 200 sirvientes leales de Pietro Tradonico que, tras las revueltas derivadas del asesino del Dux, habían obtenido tierras y valles de su sucesor Orso I Partecipazio, con un requisito de censo anual y un homenaje que se realizaría el segundo día de Pascua, y el derecho a tener un mayordomo ducal como gobernador, flanqueado por 27 concejales locales.
Poveglia fue un centro próspero, tanto económica como demográficamente. Las familias locales (Musso, Boyso, Barbalongolo, etc.) se dedicaban a la pesca y la salazón, con intereses también en Chioggia y Pellestrina. A nivel eclesiástico, formaba parte de la iglesia parroquial de San Vitale. La prosperidad del centro también se evidencia por el establecimiento, durante el dogado de Bartolomeo Gradenigo, de un podestà cuya jurisdicción se extendió también a los cercanos Malamocco y Pellestrina.
El declive de Poveglia coincidió con la guerra de Chioggia cuando se decidió evacuar a la población de Venecia. A pesar de la construcción de una fortificación (el octágono de Poveglia), la isla fue ocupada por el almirante genovés Pietro Doria, quien desde allí bombardeó el monasterio de Santo Spirito. Al final del conflicto, Poveglia quedó completamente devastada y sus habitantes, originalmente varios cientos, se redujeron a unas pocas decenas.
La Serenísima intentó la recuperación de la isla, ofreciéndola en 1527 a la orden de los camalduleses  y luego, en 1661, a los descendientes de los antiguos habitantes (que moraban en Venecia y poseían ciertos privilegios) pero sin éxito en ambas ocasiones. Solo más tarde se decidió aprovechar su proximidad al puerto de Malamocco (entonces el único acceso a la laguna adecuado para grandes barcos) utilizándolo como estación para atracar embarcaciones y para el almacenamiento de equipos a bordo. Más tarde, sus funciones se orientaron cada vez más hacia fines de salud: asignados al Magistrado de Salud, desde 1782 sus estructuras sirvieron para el control de hombres y bienes y, si era necesario, como hospital (las islas de Lazzaretto Vecchio y Lazzaretto Nuovo fueron volverse inadecuado). En dos ocasiones, en 1793 y 1798, albergó a las tripulaciones de dos barcos que sufrían de peste (probablemente las últimas manifestaciones de la enfermedad en Venecia).
Una placa de mármol que se encuentra en la costa oeste tiene la siguiente redacción: "ne fodias vita functi contagio requescunt MDCCXCIII", que significa: "No caves [aquí], los difuntos descansan por contagio. 1793".
Mantuvo las funciones de una estación de cuarentena marítima durante todo el siglo XIX y hasta el segundo período de posguerra. En el último período, los edificios se utilizaron en parte como una casa de convalecencia geriátrica, pero desde 1968 también este uso se abandonó y la isla se cedió en propiedad al estado.
Durante un tiempo, su tierra fue asignada a un agricultor, mientras que los edificios fueron arruinados progresivamente. Desde entonces, la isla ha sido objeto de varios proyectos de recuperación que nunca se han implementado.
En 1997, el Centro de Turismo para Estudiantes y Jóvenes presentó un plan para la construcción de un albergue juvenil; en 1999, como resultado, el Tesoro excluyó a Poveglia de los activos que se venderían a particulares y lo devolvió a la propiedad estatal para que se le otorgara al CTS, pero la iniciativa no fue bien.
Desde 2003, la isla ha sido gestionada, como otros, por el spa Arsenale di Venezia, propiedad conjunta del Ayuntamiento de Venecia y la Agencia del Demanio. En 2013, junto con San Giacomo en Paludo, Poveglia se puso a la venta para ser recuperada con fines turísticos; el 6 de marzo de 2014, la Agencia de Propiedad del Estado incluyó a la isla en una lista de activos en una "invitación pública a ofrecer", es decir, a través de una subasta sujeta a evaluación de la conveniencia económica de vender por una Comisión establecida en propósito.
En abril de 2014, se estableció una asociación sin fines de lucro, Poveglia - Poveglia para todos, con el objetivo de participar en la licitación pública para obtener la posesión de la isla durante 99 años y permitir su uso público. El 13 de mayo de 2014, el día de la invitación pública para ofertar por Poveglia del Demanio, Luigi Brugnaro, propietario de Umana, hizo la mejor oferta de 513,000 euros. Sin embargo, el Comité de Propiedad del Estado consideró que la oferta era incongruente y, en consecuencia, el empresario se opuso a esta decisión anunciando su apelación al TAR.